# 648 (tal)
648 är det naturliga heltal som följer 647 och följs av 649.

## Matematiska egenskaper
- 648 är ett jämnt tal.
- 648 är ett sammansatt tal.
- 648 är ett ymnigt tal.
- 648 är ett praktiskt tal.
- 648 är ett Harshadtal.
- 648 är ett Akillestal.

## Inom vetenskapen
- 648 Pippa, en asteroid.